# Cachou
Cachou (Comenge, 2015 - Les, Val d'Aran, 9 d'abril de 2020) fou un os bru d'ascendència eslovena nascut als Pirineus centrals. Va tenir gran repercussió mediàtica degut als atacs que produí al bestiar equí de la Vall d'Aran el setembre del 2019, i al fet que aparegué mort pocs mesos després. La seva defunció, produïda per enverinament, fou el primer cas d'un os mort a la serralada que va arribar a la justícia espanyola.

## Context
L'os bru als Pirineus es trobava al llindar de l'extinció local a la serralada a finals del segle xx, quan només quedaven 4 o 5 exemplars autòctons, degut a la persecució directa per l'home a la qual es veié sotmesa aquesta població. A partir de mitjans dels anys 90 s'emprengueren diverses mesures per revertir aquesta situació, guanyant molt protagonisme el reforç poblacional mitjançant la translocació d'individus reproductius originaris d'Eslovènia, on resideix una població viable de la mateixa subespècie europea. Entre el 1996 i el 2018 es van translocar 11 exemplars des d'aquest país balcànic (10 a França i 1 Catalunya)
Des de l'inici del programa s'han registrat naixements d'ossos als Pirineus i a l'últim cens oficial, divulgat el 2019, s'informaren 52 exemplars vius, entre cadells, sub-adults i ossos adults. Tot i això, la població d'ossos bruns a la serralada continua estant catalogada en perill crític en l'última revisió de la llista vermella de la Unió Internacional per a la Conservació de la Natura (UICN), del 2018.
La reintroducció de l'os als Pirineus suscita des de l'inici de la seva implantació importants adhesions i oposicions en el conjunt de la societat, amb partidaris i detractors que s'articulen en diversos grups d'influència. La principal resistència es deu al fet que un cop alliberats al nou medi pirinenc, els animals translocats i els seus descendents, així com succeïa amb els anteriors ossos autòctons, poden atacar a la ramaderia i l'apicultura.
El 2020 van morir tres ossos als Pirineus degut a l'acció de l'home, un dels quals era Cachou. Els altres dos ossos eren Gribouille, que aparegué abatut al juny al Coserans, Arieja (França) i Sarousse, que fou morta per un caçador durant una batuda al senglar al novembre a la Ribagorça aragonesa. Es dona el cas que la mort de Sarousse generà una gran conmoció en l'opinió pública espanyola donat que el mateix dia de la seva mort també fou abatuda una ossa cantàbrica en una caçera a la comarca de la Montaña Palentina. Aquesta ossa anava acompanyada d'un cadell (extraviat) i pertanyia al nucli de població oriental, el més vulnerable en aquesta altra serralada de la península Ibèrica. Tot plegat desfermà de nou la indignació dels partidaris de la conservació de l'espècie, sorgint demandes de reemplaçament dels animals morts als Pirineus per nous individus provinents d'altres poblacions.

## Biografia

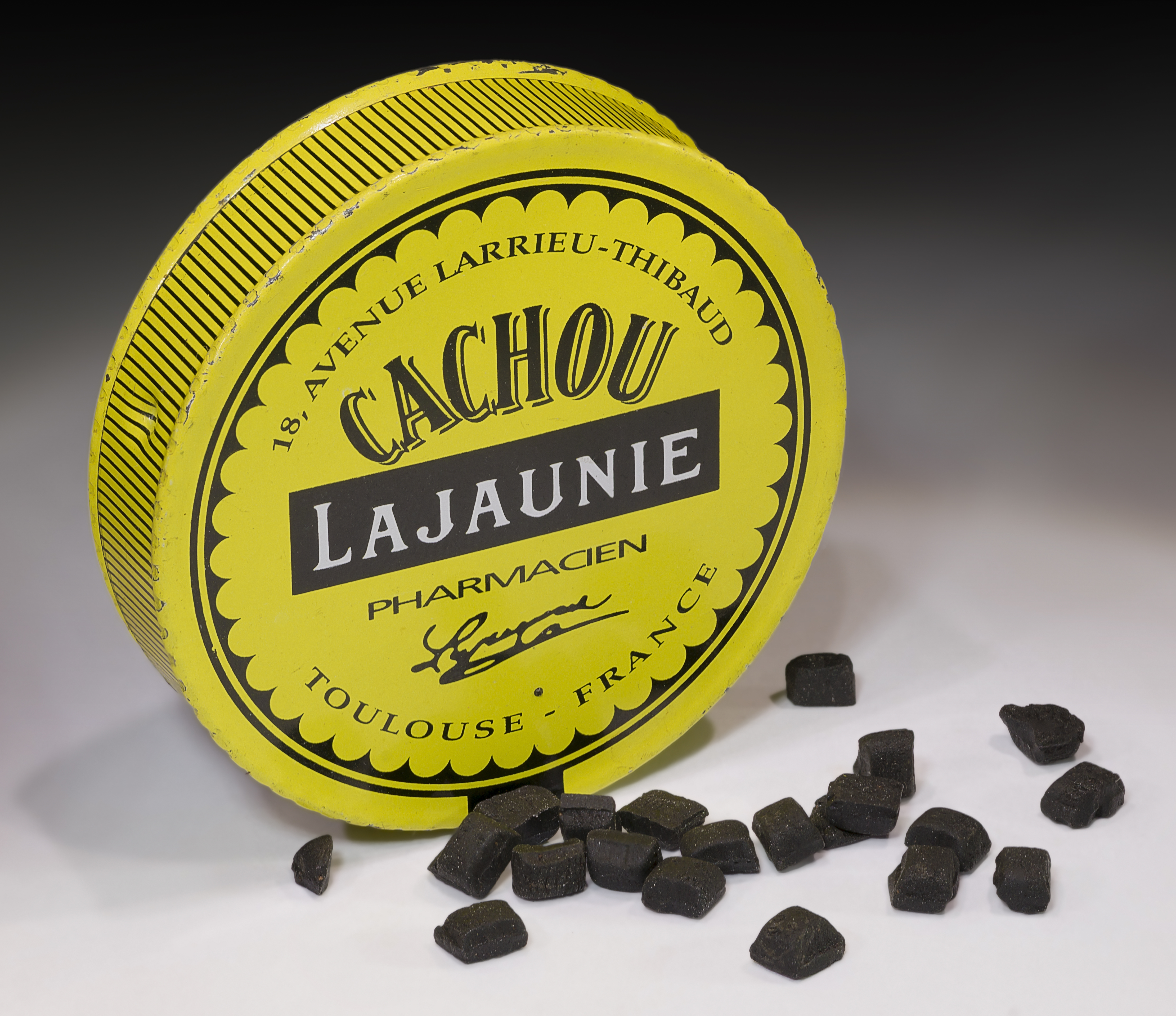
Pastilles de Regalèssia Le Cachou, que donaren nom a l'exemplar d'os

Cachou era descendent de Balou, un os translocat d'Eslovènia el 2006 i de Plume, una ossa nascuda als Pirineus al 2010, neta de Pyros i Melba, aquests dos translocats els anys 1996 i 1997 respectivament. Es dona la circumstància que Pyros també era el pare de Plume, a l'haver-se creuat amb la seva pròpia filla, Caramelles.
Cachou va néixer a l'hivern de 2014-15 al cau de Plume, a la històrica regió occitana del Comenge (departament francès de l'Alta Garona). El seu nom fou escollit mitjançant una consulta popular el 2015 a les escoles de l'Alta Garona i a internet i feia referència a les pastilles de regalèssia Le Cachou, antiga marca comercial francesa.
Plume s'havia creuat amb Balou uns dies o setmanes abans que aquest morís presumptament atansat per un llamp, al juny del 2014. Cachou va ser l'únic fill de Balou i no va tenir germans de ventrada. Com que Balou aleshores era l'únic mascle en edat reproductora no emparentat amb Pyros, després de la seva mort es van posar moltes esperances en que el seu fill pòstum, Cachou, es pogués reproduir. Però Cachou va ser trobat mort l'abril de 2020, sense que hagi deixat descendència coneguda.

### Arbre genealògic
|  |  |  |  |             |             |             |             |             |             |       |       |       |       |       |       |             |             |             |             |             |             | Cachou     |            |            |            |       |       |            |            |            |            |            |            |       |       |       |       |       |       |       |       |            |            |            |            |            |            |            |            |        |        |            |            |            |            |            |            |  |  |  |  |  |  |  |  |  |  |  |  |  |  |  |  |  |  |  |  |  |  |  |  |  |  |
|  |  |  |  |             |             |             |             |             |             |       |       |       |       |       |       |             |             |             |             |             |             |            |            |            |            |       |       |            |            |            |            |            |            |       |       |       |       |       |       |       |       |            |            |            |            |            |            |            |            |        |        |            |            |            |            |            |            |  |  |  |  |  |  |  |  |  |  |  |  |  |  |  |  |  |  |  |  |  |  |  |  |  |  |
|  |  |  |  |             |             |             |             |             |             |       |       |       |       |       |       |             |             |             |             |             |             |            |            |            |            |       |       |            |            |            |            |            |            |       |       |       |       |       |       |       |       |            |            |            |            |            |            |            |            |        |        |            |            |            |            |            |            |  |  |  |  |  |  |  |  |  |  |  |  |  |  |  |  |  |  |  |  |  |  |  |  |  |  |
|  |  |  |  |             |             |             |             |             |             | Balou | Balou | Balou | Balou | Balou | Balou |             |             |             |             |             |             |            |            |            |            |       |       |            |            |            |            | Plume      | Plume      | Plume | Plume | Plume | Plume |       |       |       |       |            |            |            |            |            |            |            |            |        |        |            |            |            |            |            |            |  |  |  |  |  |  |  |  |  |  |  |  |  |  |  |  |  |  |  |  |  |  |  |  |  |  |
|  |  |  |  |             |             |             |             |             |             | Balou | Balou | Balou | Balou | Balou | Balou |             |             |             |             |             |             |            |            |            |            |       |       |            |            |            |            | Plume      | Plume      | Plume | Plume | Plume | Plume |       |       |       |       |            |            |            |            |            |            |            |            |        |        |            |            |            |            |            |            |  |  |  |  |  |  |  |  |  |  |  |  |  |  |  |  |  |  |  |  |  |  |  |  |  |  |
|  |  |  |  |             |             |             |             |             |             |       |       |       |       |       |       |             |             |             |             |             |             |            |            |            |            |       |       |            |            |            |            |            |            |       |       |       |       |       |       |       |       |            |            |            |            |            |            |            |            |        |        |            |            |            |            |            |            |  |  |  |  |  |  |  |  |  |  |  |  |  |  |  |  |  |  |  |  |  |  |  |  |  |  |
|  |  |  |  | (Eslovènia) | (Eslovènia) | (Eslovènia) | (Eslovènia) | (Eslovènia) | (Eslovènia) |       |       |       |       |       |       | (Eslovènia) | (Eslovènia) | (Eslovènia) | (Eslovènia) | (Eslovènia) | (Eslovènia) |            |            | Pyros      | Pyros      | Pyros | Pyros | Pyros      | Pyros      |            |            |            |            |       |       |       |       |       |       |       |       | Caramelles | Caramelles | Caramelles | Caramelles | Caramelles | Caramelles |            |            |        |        |            |            |            |            |            |            |  |  |  |  |  |  |  |  |  |  |  |  |  |  |  |  |  |  |  |  |  |  |  |  |  |  |
|  |  |  |  | (Eslovènia) | (Eslovènia) | (Eslovènia) | (Eslovènia) | (Eslovènia) | (Eslovènia) |       |       |       |       |       |       | (Eslovènia) | (Eslovènia) | (Eslovènia) | (Eslovènia) | (Eslovènia) | (Eslovènia) |            |            | Pyros      | Pyros      | Pyros | Pyros | Pyros      | Pyros      |            |            |            |            |       |       |       |       |       |       |       |       | Caramelles | Caramelles | Caramelles | Caramelles | Caramelles | Caramelles |            |            |        |        |            |            |            |            |            |            |  |  |  |  |  |  |  |  |  |  |  |  |  |  |  |  |  |  |  |  |  |  |  |  |  |  |
|  |  |  |  |             |             |             |             |             |             |       |       |       |       |       |       |             |             |             |             |             |             |            |            |            |            |       |       |            |            |            |            |            |            |       |       |       |       |       |       |       |       |            |            |            |            |            |            |            |            |        |        |            |            |            |            |            |            |  |  |  |  |  |  |  |  |  |  |  |  |  |  |  |  |  |  |  |  |  |  |  |  |  |  |
|  |  |  |  |             |             |             |             |             |             |       |       |       |       |       |       |             |             |             |             | (Pirineus)  | (Pirineus)  | (Pirineus) | (Pirineus) | (Pirineus) | (Pirineus) |       |       | (Pirineus) | (Pirineus) | (Pirineus) | (Pirineus) | (Pirineus) | (Pirineus) |       |       | Pyros | Pyros | Pyros | Pyros | Pyros | Pyros |            |            |            |            |            |            | Mellba     | Mellba     | Mellba | Mellba | Mellba     | Mellba     |            |            |            |            |  |  |  |  |  |  |  |  |  |  |  |  |  |  |  |  |  |  |  |  |  |  |  |  |  |  |
|  |  |  |  |             |             |             |             |             |             |       |       |       |       |       |       |             |             |             |             | (Pirineus)  | (Pirineus)  | (Pirineus) | (Pirineus) | (Pirineus) | (Pirineus) |       |       | (Pirineus) | (Pirineus) | (Pirineus) | (Pirineus) | (Pirineus) | (Pirineus) |       |       | Pyros | Pyros | Pyros | Pyros | Pyros | Pyros |            |            |            |            |            |            | Mellba     | Mellba     | Mellba | Mellba | Mellba     | Mellba     |            |            |            |            |  |  |  |  |  |  |  |  |  |  |  |  |  |  |  |  |  |  |  |  |  |  |  |  |  |  |
|  |  |  |  |             |             |             |             |             |             |       |       |       |       |       |       |             |             |             |             |             |             |            |            |            |            |       |       |            |            |            |            |            |            |       |       |       |       |       |       |       |       |            |            |            |            |            |            |            |            |        |        |            |            |            |            |            |            |  |  |  |  |  |  |  |  |  |  |  |  |  |  |  |  |  |  |  |  |  |  |  |  |  |  |
|  |  |  |  |             |             |             |             |             |             |       |       |       |       |       |       |             |             |             |             |             |             |            |            |            |            |       |       |            |            |            |            |            |            |       |       |       |       |       |       |       |       |            |            | (Pirineus) | (Pirineus) | (Pirineus) | (Pirineus) | (Pirineus) | (Pirineus) |        |        | (Pirineus) | (Pirineus) | (Pirineus) | (Pirineus) | (Pirineus) | (Pirineus) |  |  |  |  |  |  |  |  |  |  |  |  |  |  |  |  |  |  |  |  |  |  |  |  |  |  |

### Atacs al bestiar de Cachou

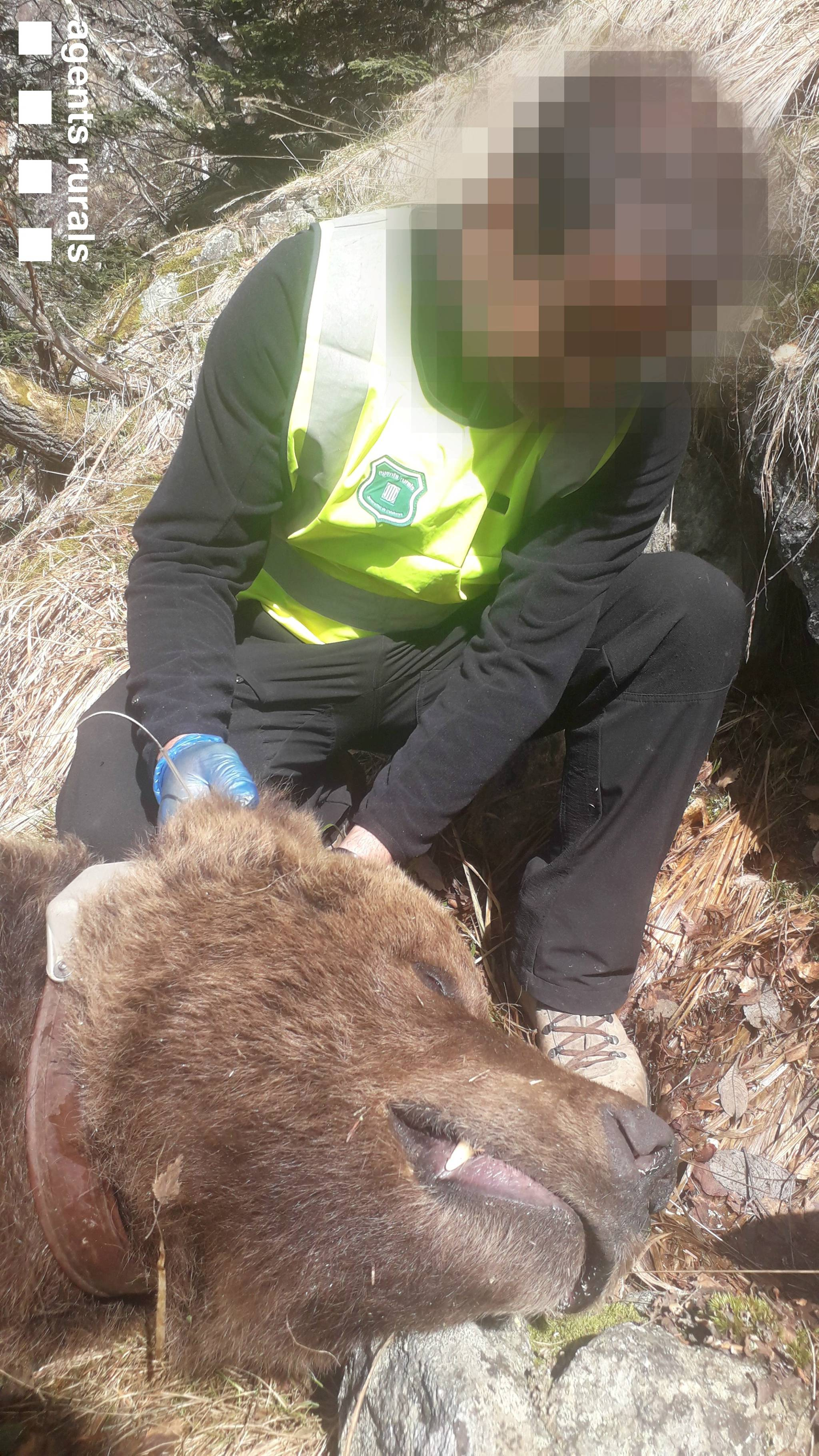
Un agent rural en el local de la mort de Cachou

El maig del 2019 va ser capturat al terme de Vielha e Mijaran un os mascle de 120 kg pels tècnics de seguiment del programa PirosLife. La captura es realitzà en el marc del programa Piroslife per evitar possibles conductes conflictives i monitorar l'animal, per al qual se li col·locà un collar GPS i transmissors VHF. També se'l va sotmetre a un control veterinari i se n'extraieren mostres biològiques. Un cop realitzades les anàlisis genètiques, es confirmà que aquest os es tractava d'en Cachou.
A la tardor del 2019 gràcies a les posicions del senyal de GPS es van poder atribuir a Cachou diversos i reiterats atacs a bestiar equí a la Vall d'Aran, matant diversos poltres i éugues en un curt espai de temps. Els atacs obtingueren gran ressò mediàtic i es generà molta alarma pública. Cachou, del qual fins aleshores ningú n'havia sentit a parlar, passà a ser un os temut a la serralada i conegut fins i tot a nivell estatal. El malestar entre els ramaders provocà que els polítics i gestors es reunissin a Madrid per estudiar la revisió del Protocol d'Intervenció amb ossos i permetre la possible extracció del medi d'exemplars problemàtics, com en Cachou o en Goiat. A l'octubre, els tècnics del Conselh Generau d'Aran assajaren l'ús d'aversius químics (fungicides) en carronyes de cavalls per tal de forçar un canvi d'hàbits alimentaris de Cachou. Aquesta mesura sembla que sortí efecte i aquell any no es tornà a sentir a parlar de Cachou.

### Mort i investigació
El 9 d'abril del 2020, poc temps després que Cachou hagués despertat de la hibernació, l'os aparegué mort al fons d'un barranc, al terme de Les. Una autòpsia preliminar encomanada pel Conselh a la Universitat Autònoma de Barcelona apuntava a una possible baralla amb un altre os, però les entitats ecologistes ho qüestionaren al haver-hi indicis d'enverinament en el cadàver. Finalment el jutjat de Vielha va decretar el secret de sumari (el primer que s'obria per la mort d'un os a l'estat).
El 18 de novembre, un agent de medi ambient de la Vall d'Aran, que formava part de la patrulla de l'os des de feia pocs mesos, fou detingut en el curs de les investigacions judicials. L'endemà fou posat en llibertat amb càrrecs, acusat d'un crim contra la fauna, revelació de secrets i prevaricació. La investigació va concloure que Cachou hauria estat enverinat amb un anticongelant (etilenglicol).
Un cop aixecat parcialment el secret de sumari, es va saber que a través d'un grup de WhatsApp anomenat Plataforma Anti-Os, amb més d'un centenar de membres, s'hauria ordit el pla per acabar amb la vida de Cachou. Sis persones estarien sent investigades. En algunes de les comunicacions intervingudes per ordre judicial, es va constatar el contacte del líder dels investigats amb persones a França igualment interessades en la mort de més plantígrads.
Un altre dels principals sospitosos és un conseller de Territori al Govern aranès entre el 2015 i el 2019 i que va gestionar en el seu moment els fons europeus per a la repoblació de l'os als Pirineus. Al final de la instrucció la jutgessa no va retirar la condició d'investigades a cap de les persones que havien declarat com a tal en la causa.
Arran de les escoltes telefòniques els Mossos d'Esquadra van descobrir també un moviment sospitós de cocaïna a la Val d'Aran. El jutjat aleshores va autoritzar una investigació paral·lela, que resultà en la desarticulació d'un organització criminal. Per aquest motiu el 27 de març de 2021 es van detenir dotze persones més a Castelló, Lleida i Vielha, amb la col·laboració de la Policia Nacional, es va desmantellar un laboratori d'elaboració de drogues a Lleida i es van confiscar dos quilos de cocaïna a Vielha.
El 8 de juny del 2021 es va afegir una setena persona com a investigada pel cas Cachou. Es tracta d'un segon agent de medi ambient, que fou detingut, se li confiscà el mòbil i quedà en llibertat després de comparèixer al jutjat. Segons la investigació, seria de les poques persones que tenia accés a la ubicació de l'animal i que, per feina, podia moure's amb llibertat en ple confinament total de la població per la pandèmia de la Covid-19.

## Producció sobre la mort de Cachou

### Llibres
Mor un os a la Vall d'Aran. Crònica del cas Cachou (David Marin Rubio, 2023, Angle Editorial). Recreació novel·lada de la informació periodística que va generar el cas. L'autor empra noms ficticis per als personatges, excepte el de Cachou.

### Documentals
Qui va matar Cachou? (David Fontseca Romanos, 2024). Documental català emès al programa Sense Ficció, de TV3, que narra un fet insòlit a Europa: el primer cas de mort per enverinament d'un animal protegit que pot portar els autors del crim a ser jutjats penalment. Guió de David Fontseca i Josep Maria Flores Travessa.